# Erceville
Erceville és un municipi francès, situat al departament del Loiret i a la regió de Centre – Vall del Loira. L'any 2007 tenia 307 habitants.

## Demografia

### Població
El 2007 la població de fet d'Erceville era de 307 persones. Hi havia 122 famílies, de les quals 32 eren unipersonals (24 homes vivint sols i 8 dones vivint soles), 33 parelles sense fills, 41 parelles amb fills i 16 famílies monoparentals amb fills.
La població ha evolucionat segons el següent gràfic:
Habitants censats

### Habitatges
El 2007 hi havia 144 habitatges, 120 eren l'habitatge principal de la família, 12 eren segones residències i 12 estaven desocupats. 141 eren cases i 3 eren apartaments. Dels 120 habitatges principals, 103 estaven ocupats pels seus propietaris, 10 estaven llogats i ocupats pels llogaters i 7 estaven cedits a títol gratuït; 4 tenien dues cambres, 15 en tenien tres, 37 en tenien quatre i 64 en tenien cinc o més. 90 habitatges disposaven pel capbaix d'una plaça de pàrquing. A 56 habitatges hi havia un automòbil i a 55 n'hi havia dos o més.

### Piràmide de població
La piràmide de població per edats i sexe el 2009 era:
| Homes | Edats   | Dones |
| ----- | ------- | ----- |
| 0     | 95 o +  | 0     |
| 0     | 90 a 94 | 0     |
| 0     | 85 a 89 | 0     |
| 8     | 80 a 84 | 4     |
| 16    | 75 a 79 | 8     |
| 8     | 70 a 74 | 12    |
| 0     | 65 a 69 | 8     |
| 4     | 60 a 64 | 0     |
| 4     | 55 a 59 | 0     |
| 12    | 50 a 54 | 8     |
| 12    | 45 a 49 | 20    |
| 8     | 40 a 44 | 8     |
| 8     | 35 a 39 | 4     |
| 12    | 30 a 34 | 16    |
| 16    | 25 a 29 | 4     |
| 8     | 20 a 24 | 0     |
| 8     | 15 a 19 | 0     |
| 12    | 10 a 14 | 0     |
| 12    | 5 a 9   | 16    |
| 16    | 0 a 4   | 16    |

## Economia
El 2007 la població en edat de treballar era de 181 persones, 150 eren actives i 31 eren inactives. De les 150 persones actives 137 estaven ocupades (75 homes i 62 dones) i 13 estaven aturades (6 homes i 7 dones). De les 31 persones inactives 9 estaven jubilades, 10 estaven estudiant i 12 estaven classificades com a «altres inactius».

### Ingressos
El 2009 a Erceville hi havia 119 unitats fiscals que integraven 304,5 persones, la mediana anual d'ingressos fiscals per persona era de 19.767 €.

### Activitats econòmiques
Dels 11 establiments que hi havia el 2007, 1 era d'una empresa extractiva, 1 d'una empresa de fabricació d'altres productes industrials, 3 d'empreses de construcció, 1 d'una empresa de comerç i reparació d'automòbils, 3 d'empreses de serveis, 1 d'una entitat de l'administració pública i 1 d'una empresa classificada com a «altres activitats de serveis».
Dels 4 establiments de servei als particulars que hi havia el 2009, 1 era un taller de reparació d'automòbils i de material agrícola, 1 guixaire pintor, 1 fusteria i 1 lampisteria.
L'any 2000 a Erceville hi havia 16 explotacions agrícoles que ocupaven un total de 1.260 hectàrees.

## Equipaments sanitaris i escolars
El 2009 hi havia una escola maternal integrada dins d'un grup escolar amb les comunes properes formant una escola dispersa.

## Poblacions més properes
El següent diagrama mostra les poblacions més properes.